# جواو بيدرو (لاعب كرة قدم مواليد 1999)
جواو بيدرو هو لاعب كرة قدم برازيلي، ولد في 3 سبتمبر 1999.